# With Confidence
With Confidence fue una de banda de Pop Punk australiana de Sídney, formada en 2012. La última alineación de la banda estuvo compuesta por el vocalista / bajista Jayden Seeley, el vocalista / guitarrista Iñigo Del Carmen, el baterista Joshua Brozzesi y el guitarrista Scott Mclaughlin. La banda se separó tras diez años de carrera en noviembre de 2022.

## Historia

### formacióny Youth EP (2012-2013)
With confidence se formó a mediados de 2012 con Jayden Seeley, Josh Brozzesi y Samuel Haynes, que habían asistido a la secundaria juntos. Poco después Iñigo Del Carmen se unió, y los cuatro comenzaron a colocar videos en YouTube, donde lanzaron su primer sencillo "Stand Again" para su descarga gratuita el 27 de abril de 2013.
La banda lanzó su primer EP "Youth" de forma independiente el 1 de julio de 2013, y vio un éxito razonable, siendo transmitido en radios nacionales 2Día FM y Triple J. Junto con el lanzamiento del EP "Youth", With confidence toco en su primera gira australiana siendo soporte de la banda de pop rock de Sydney The Never Ever. La banda pasó a hacer soporte de shows locales de 5 Seconds of Summer, The Getaway Plan, y The Red Jumpsuit Apparatus.

### Cambios en la alineación, Distance EP (2014-2015)
El 8 de enero de 2014 se anunció que el guitarrista Samuel Haynes ya no era parte de With Confidence. La banda continuó con solo tres miembros y el 31 de marzo lanzó el nuevo sencillo junto con un video musical titulado "I Will Never Wait". Ellos apoyaron este comunicado con su primera gira nacional en abril.
El 3 de septiembre, la banda incorporó al guitarrista Lucas Rockets como miembro oficial de With Confidence. Se continuó manteniendo la gira y en el apoyo de You Me at Six, Tonight Alive, Marianas Trench, y Kids In Glass Houses.
La banda lanzó su segundo EP "Distance", Esto fue seguido poco después por su segunda gira como cabeza de cartel en enero de 2015, de nuevo a vender a cabo múltiples lugares en toda Australia.

### Hopeless Records, Better Weather (2016-presente)
El 4 de enero de 2016 El grupo anunció que habían firmado con el sello discográfico independiente Hopeless Records. Ellos coincidieron esta noticia con el nuevo sencillo y video musical "We'll Be Okay".  El 5 de abril anunciaron su álbum debut, titulado "Better Weather", que será lanzado el 17 de junio Además de esto, se lanzó la canción "Keeper", el segundo sencillo del álbum. La banda tocará en el Warped Tour en 2016.

## Influencias
With Confidence han citado influencias de bandas como The Dangerous Summer, Kings Of Leon, Blink-182, The Wonder Years, The Strokes, y La Dispute en su página de Facebook. Blink-182, All Time Low, Red Hot Chili Peppers, y The Dangerous Summer fueron mencionados en su entrevista con Beers en YouTube.

## Miembros de la banda
Miembros actuales
- Jayden Seeley - voz principal, bajo (2012-presente)
- Iñigo Del Carmen - coros, guitarra (2012-presente)
- Joshua Brozzesi - batería (2012-presente)

Miembros pasados
- Samuel Haynes - guitarra(2012-2014)
- Lucas Rockets - guitarra (2014-2017)

## Discografía
EPs
- 2013 - Youth
- 2015 - Distance

Álbumes de estudio
- 2016 - Better Weather
- 2018 - Love and Loathing

- Datos: Q17039143